# Erocha mummia
Erocha mummia là một loài bướm đêm trong họ Noctuidae.